# Günter-Grass-Stiftung
Die Günter-Grass-Stiftung Bremen – Audiovisuelles Archiv und rezeptionsgeschichtliche Forschungsstelle ist eine Stiftung bürgerlichen Rechts mit Sitz in Bremen. Die Stiftung wurde 2001 von der Freien Hansestadt Bremen, Bremer Unternehmern, Radio Bremen und der Sparkasse Bremen gegründet. Die Idee, das audiovisuelle Wirken von Schriftstellern an einem zentralen Ort zusammenzutragen, hatte Günter Grass selbst, der anregte, entsprechende Sammlungen für alle medial in Erscheinung tretenden Schriftsteller anzulegen.
Ein Betrag von 500.000 Euro des Stiftungskapitals stammt aus einer Spende des E.ON-Konzerns.
Archiv und Stiftungsbüro befinden sich in unmittelbarer Nähe des historischen Zentrums von Bremen im ehemaligen Kelloggs-Verwaltungsgebäude auf der Überseeinsel.

## Aufgaben und Ziele

### Das Medienarchiv
Das Medienarchiv sammelt und verwahrt 4000 audiovisuelle Dokumente zum Schriftsteller und Literatur-Nobelpreisträger, Bildhauer, Maler und Grafiker Günter Grass (1927–2015): Seine Lesungen, Reden, Interviews und andere Beiträge in Hörfunk und Fernsehen auf Ton- und Bildträgern. Neben der umfassenden Sammlung deutschsprachiger Audio- und Videodokumente wird die Sammlung mit Material aus internationalen Quellen ständig erweitert. Die Ton- und Filmdokumente werden archiviert und digitalisiert und Forschung sowie interessierter Öffentlichkeit vor Ort und online zugänglich gemacht.

### Albatros-Literaturpreis
Für zeitgenössische erzählerische Prosa, Lyrik oder Essayistik vergab die Stiftung von 2006 bis 2014 insgesamt fünfmal den international ausgerichteten Albatros-Literaturpreis, der mit 40.000 Euro dotiert war, 25.000 Euro für den Autor, 15.000 Euro für den Übersetzer ins Deutsche. Der Preis wurde eingestellt, nachdem sich kein Sponsor mehr fand.

## Neuausrichtung der Stiftung
2018 wurde bekannt, dass die damalige Geschäftsführerin der Günter-Grass Stiftung einen fünfstelligen Betrag für private Zwecke veruntreut hatte. Im Zuge der Aufarbeitung des Skandals und vor dem Hintergrund der marginalen Außenwirkung der Stiftungsaktivitäten wurde die Stiftung 2018 unter dem neuen Geschäftsführer, dem früheren Sprecher der Bremischen Bürgerschaft Horst Monsees, neu aufgestellt. Die Stiftung wurde seither mit zahlreichen Ausstellungen und Lesungen fester Bestandteil der Bremer Kulturszene. Sie ist auch bei Youtube mit GrassKrassimMedienarchiv sowie Instagram und Facebook aktiv.
Seit Anfang 2024 leitet die Publizistin Sabine Pamperrien die Stiftung. Die Stiftung ist innerhalb eines deutsch-polnischen Netzwerks aus zahlreichen Grass-Instituitonen federführend an den Vorbereitungen für das 2027 anstehende Grass-Jahr beteiligt. Unter dem Titel Grass100 sind anlässlich des bevorstehenden 100. Geburtstags des Literaturnobelpreisträgers zahlreiche Events in Planung. Die Günter Grass Stiftung Bremen trägt gemeinsam mit der Bremer shakespeare company und dem Autor Pit Holzwarth die Uraufführung eines Stücks über Günter Grass bei.

### Stiftungsvorstand
Vorstandsvorsitzender ist Klaus Meier, Stellvertreter Horst Monsees, weitere Mitglieder sind Antje Grotheer, Präsidentin der Bremischen Bürgerschaft, Sabina Schoefer, Konrektorin für Digitalisierung an der Hochschule Bremen sowie der frühere Radio Bremen-Journalist Jörg-Dieter Kogel.

### Kuratorium
Das Kuratorium wurde im Dezember 2020 neu besetzt: Yvette Gerner, Intendantin von Radio Bremen, ist die Vorsitzende; Stellvertreterin ist Cornelia Holsten, Direktorin der Bremischen Landesmedienanstalt. Ergänzt wird das Gremium durch Vertreter aus der nationalen und lokalen Literatur- und Medienwissenschaft.
Kooperationen
Die Stiftung kooperiert mit dem Grass Haus in Lübeck, der Akademie der Künste in Berlin sowie mit der Fernuniversität Hagen und in Einzelprojekten mit zahlreichen in- und ausländischen Hochschulen und Universitäten.

## Günter und Ute Grass-Stiftung
Die Günter Grass-Stiftung ist nicht zu verwechseln mit der in Lübeck ansässigen Günter und Ute Grass-Stiftung, die 2011 errichtet wurde, um das schriftstellerische und künstlerische Werk des Literaturnobelpreisträgers zu verwalten, verbreiten und wissenschaftlich aufzuarbeiten. Grass gründete diese Stiftung auch zugunsten des Romavolks, die den „Otto-Pankok-Preis“ verleiht.